# Skylar Thompson
Skylar John Thompson (Palmyra, 4 giugno 1997) è un giocatore di football americano statunitense che milita nel ruolo di quarterback per i Miami Dolphins della National Football League (NFL).

## Carriera

### Miami Dolphins
Al college Thompson giocò a football a Kansas State. Fu scelto nel corso del settimo giro (247º assoluto) nel Draft NFL 2022 dai Miami Dolphins. Debuttò come professionista subentrando nel quinto turno all'infortunato Teddy Bridgewater (che a sua volta partiva come titolare al posto di Tua Tagovailoa) nel primo quarto, completando 19 passaggi su 33 per 166 yard e un intercetto nella sconfitta contro i New York Jets. La settimana successiva partì per la prima volta come titolare completando 7 passaggi su 13 per 89 yard prima di infortunarsi a un pollice ed essere sostituito da Bridgewater. A causa degli infortuni tornò titolare nell'ultima decisiva partita della stagione regolare, in cui completò 20 passaggi su 31 per 152 yard nella vittoria sui New York Jets per 11-6 che qualificò i Dolphins ai playoff. Lì, con Tagovailoa ancora fuori dai giochi, partì titolare contro i Buffalo Bills completando 18 passaggi su 45 per 220 yard, un touchdown e due intercetti subiti nella sconfitta per 34-31.
Nel secondo turno della stagione 2024, Thompson subentrò all'infortunato Tagovailoa nella sconfitta contro i Buffalo Bills. Con il compagno inserito in lista infortunati a causa di una commozione cerebrale, fu poi nominato titolare a partire dalla gara successiva contro i Seattle Seahawks, in cui completò 13 passaggi su 19 per 107 yard, prima di venire sostituito da Tim Boyle, nella sconfitta per 24-3.